# Gòtics Rugby Club
El Gòtics Rugby Club (Gòtics RC) es un club de rugby de la ciudad de Barcelona fundado en 1984. Disputa sus partidos en el campo municipal de rugby La Foixarda.
Fruto de la decisión del presidente del RCD Espanyol, Antoni Baró, y su junta directiva, de reducir el presupuesto económico de la entidad, se decide eliminar algunas de sus secciones históricas, como la de rugby.  Poco después, cuatro jugadores del club, Toni Rigat, Carles Tabernero, Josep Maria Vilajosana y Josep Cobo, formaron un nuevo equipo de rugby y la primera junta de la nueva entidad, manteniendo los colores blanquiazules en la vestimenta. Su nombre hace referencia al barrio gótico de Barcelona. 
Entre otros logros, ha ganado el Campeonato de Cataluña de 1987-88 y consiguió subir a la Primera División Nacional.  Dos años después de su creación, se introdujo la Escuela de Rugby, destinada a los niños pequeños que querían iniciarse en el mundo del rugby. 